# Phylloscopus ruficapilla
A Phylloscopus ruficapilla a verébalakúak (Passeriformes) rendjébe, ezen belül a füzikefélék (Phylloscopidae) családjába és a Phylloscopus nembe tartozó faj. 11-12 centiméter hosszú. A Dél-afrikai Köztársaság, Kenya, Malawi, Mozambik, Szváziföld, Tanzánia, Zambia és Zimbabwe nedves erdőiben él 2350 méteres tengerszint feletti magasságig. Többnyire rovarokkal, pókokkal táplálkozik. Szeptembertől januárig költ.

## Alfajai
- P. r. ochrogularis (Moreau, 1941) – nyugat-Tanzánia;
- P. r. minullus (Reichenow, 1905) – délkelet-Kenya, északkelet és kelet-Tanzánia;
- P. r. johnstoni (W. L. Sclater, 1927) – dél-Tanzánia, északkelet-Zambia, Malawi, északnyugat-Mozambik;
- P. r. quelimanensis (Vincent, 1933) – észak-Mozambik;
- P. r. alacris (Clancey, 1969) – kelet-Zimbabwe, nyugat-Mozambik;
- P. r. ruficapilla (Sundevall, 1850) – kelet-Dél-afrikai Köztársaság, nyugat-Szváziföld;
- P. r. voelckeri (Roberts, 1941) – dél-Dél-afrikai Köztársaság.

## Fordítás
- Ez a szócikk részben vagy egészben  a   Yellow-throated woodland warbler című angol Wikipédia-szócikk fordításán alapul.  Az eredeti cikk szerkesztőit annak laptörténete sorolja fel. Ez a jelzés csupán a megfogalmazás eredetét és a szerzői jogokat jelzi, nem szolgál a cikkben szereplő információk forrásmegjelöléseként.